# Psychotria glandulosa
Psychotria glandulosa là một loài thực vật có hoa trong họ Thiến thảo. Loài này được (Dennst.) Suresh miêu tả khoa học đầu tiên năm 1988.